# مورایو
مورایو یک منطقهٔ مسکونی در سومالی است که در Bari, Somalia واقع شده‌است.